# Leptinopterus luederwaldti
Leptinopterus luederwaldti is een keversoort uit de familie vliegende herten (Lucanidae). De wetenschappelijke naam van de soort is voor het eerst geldig gepubliceerd in 1935 door de Moraes in Lüderwaldt.